# Bobby Kimball
Bobby Kimball (Robert Troy Kimball, født 29. marts 1947) var forsanger i det amerikanske rockband TOTO. 
Han var med fra deres debutalbum "Toto" (1978) til "Toto IV" (1982). Derefter forlod han bandet, men vendte tilbage i 1999 på albummet "Mindfields" og var deres faste forsanger indtil opløsningen i juni 2008.
Siden opløsningen af Toto har Kimball kørt en solokarriere, hvor han blandt andet synger de af Toto's sange som han er forsanger på. Han blev ikke forsanger igen da Toto blev gendannet i 2010.

## Albums
- Toto (1978)
- Hydra (1979)
- Turn back (1981)
- Toto IV (1982)
- Mindfields (1999)
- Livefields (1999)
- Through the looking glass (2002)
- 25th anniversary: Live in Amsterdam (2003)
- Falling in between (2006)
- Falling in between Live (2007)